# Muntić
Muntić (wł. Monticchio) – wieś w Chorwacji, w żupanii istryjskiej, w gminie Ližnjan. W 2011 roku liczyła 400 mieszkańców.